# 博蒂格霍芬

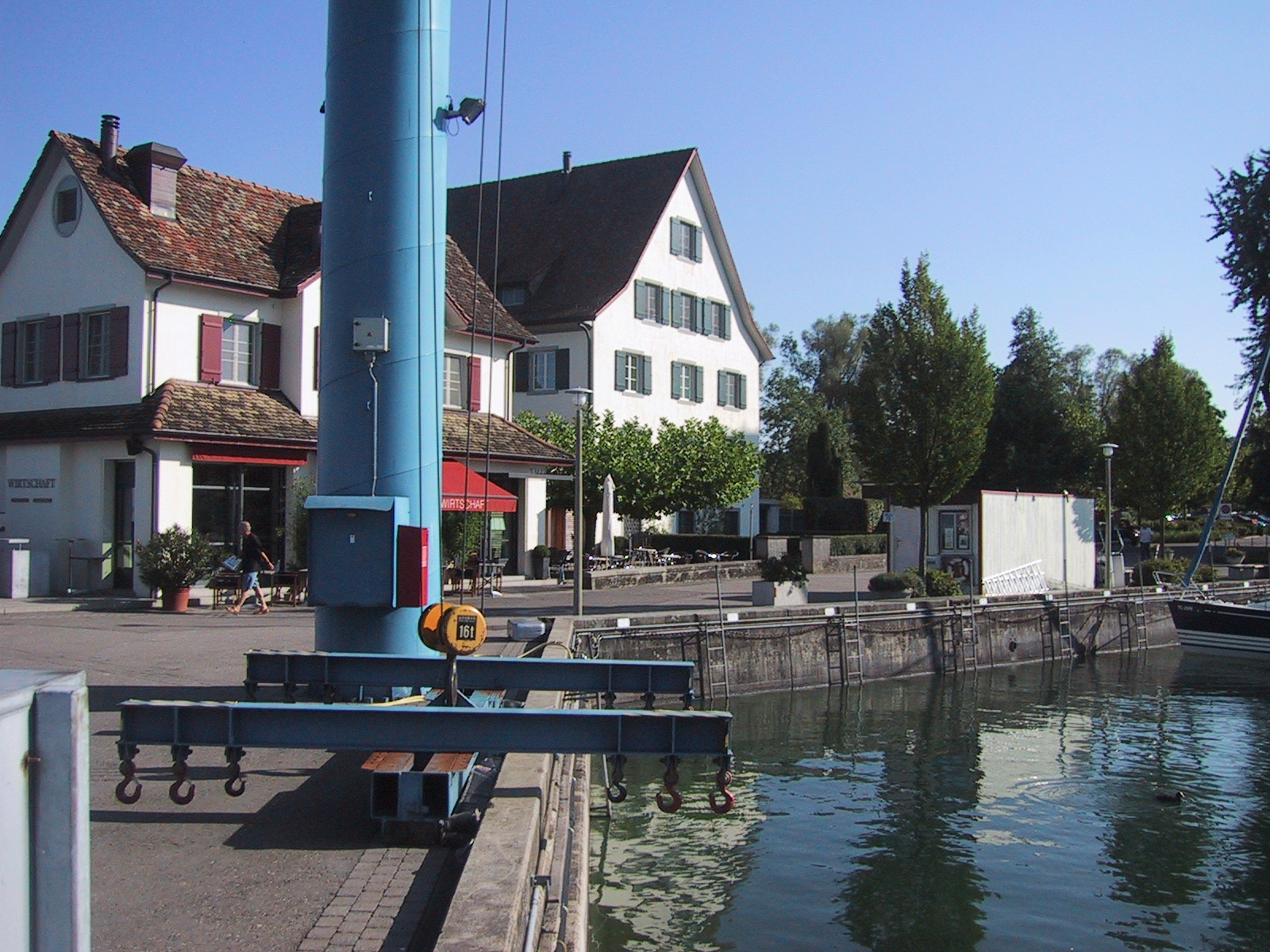

博蒂格霍芬是瑞士的城鎮，位於該國東北部，由圖爾高州負責管轄，面積2.39平方公里，海拔高度409米，2012年人口2,110，一半人口信奉基督教，人口密度每平方公里883人。

## 外部連結
- http://www.svb-bottighofen.ch/images/hafen.jpg （页面存档备份，存于）
- http://www.bottighofen.ch （页面存档备份，存于）
- http://www.bottighofen.ch.vu/ （页面存档备份，存于）